# Viscount Buckmaster

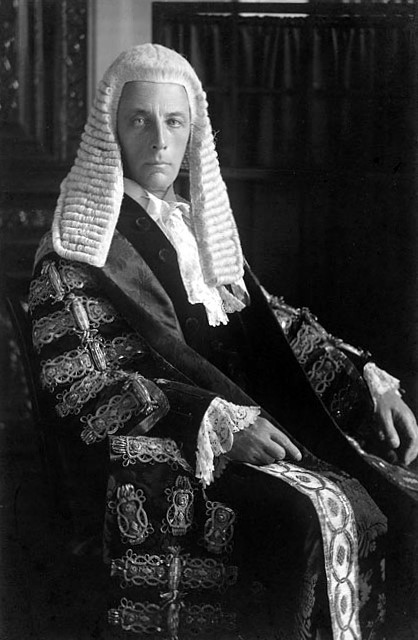
Stanley Buckmaster, 1. Viscount Buckmaster

Viscount Buckmaster, of Cheddington in the County of Buckingham, ist ein erblicher britischer Adelstitel in der Peerage of the United Kingdom.

## Verleihung
Der Titel wurde am 24. Februar 1933 für den Juristen und Politiker Stanley Owen Buckmaster, 1. Baron Buckmaster geschaffen.

## Nachgeordnete Titel
Der 1. Viscount war bereits am 14. Juni 1915, anlässlich seiner Ernennung zum Lordkanzler, zum Baron Buckmaster, of Cheddington in the County of Buckingham (Peerage of the United Kingdom) erhoben worden. Der Titel wird seit 1933 als nachgeordneter Titel geführt.

## Viscounts Buckmaster (1933)
- Stanley Owen Buckmaster, 1. Viscount Buckmaster (1861–1934)
- Owen Stanley Buckmaster, 2. Viscount Buckmaster (1890–1974)
- Martin Stanley Buckmaster, 3. Viscount Buckmaster (1921–2007)
- Adrian Charles Buckmaster, 4. Viscount Buckmaster (* 1949)

Titelerbe (Heir Apparent) ist der älteste Sohn des jetzigen Titelinhabers, Andrew Nicholas Buckmaster (* 1980).